# Idioma manambu
El manambu es una lengua papú hablada en el distrito de Ambunti en la provincia Sepik Oriental de Papúa Nueva Guinea. Tiene unos 2500 hablantes que viven en cinco aldeas Avatip, Yawabak, Malu, Apaany Yambon (Yuanab) todas situadas en el distrito de ambunti. Entre 200 y 400 hablantes más viven en ciudades fuera de este distrito como Port Moresby, Wewak, Lae y Madang, y otros pocos vivien en Kokopo y Mount Hagen.

## Descripción lingüística
El manambu es una lengua sintética, con cierto grado de fusión y usa predominantemente sufijos (aunque existen algunos pocos prefijos como la marca de imperativo a-, y en algunos verbos puede aparecer el prefijo causativo-manipulativo kay-). También existe un infijo -ka- que marca las formas intensivas de los adjetivos no concordantes.
El manambu tiene veinte consonantes y nueve vocales. Existe una serie de sordas y sonoras simples con puntos de articulación bilabial, apico-dental y dorso-velar stops (como en las otras lenguas ndu). La cantidad vocálica es fonológicamente contrastante y existen vocales largas como /a:/ o /æ:/ que son una innovación reciente (los hablants de mayor edad las pronunican como suecuencias de dos vocales breves idétnicas separadas por un oclusiva glotal [aʔa] y [æʔæ]). La estructura silábica es (C)(C)V(C) y el acento es variable y contrastante. Las vocales largas tiende a ser tónicas también.